# Keyem
Keyem, Keiem en néerlandais, est une section de la ville belge de Dixmude située en Région flamande dans la province de Flandre-Occidentale. C'était une commune à part entière avant la fusion des communes de 1971 quand elle fut intégrée dans la commune de Beerst avant de devenir une section de Dixmude en 1977.

## Démographie

### Évolution démographique
- Sources : INS, Rem. : 1831 jusqu'en 1970 = recensements[3].

## Histoire
Le village est connu pour les faits de guerre qui s'y produisirent durant la première guerre mondiale. Le 19 octobre 1914, des soldats belges y furent envoyés pour empêcher l'armée allemande de prendre pied sur la rive gauche de l'Yser et pour permettre ainsi au reste de l'armée de s'y retrancher. Ils furent nommés les "troupes sacrifiées de Keyem". Le lendemain, sur les cent cinq militaires belges engagés au sein de la 2e compagnie de mitrailleurs de la IVème DA, il ne restait que douze survivants qui furent faits prisonniers.
Le village sera inondé deux jours plus tard sur ordre du général Dossin et subira d'énormes dégâts pendant le restant de la guerre.